# De Panne
De Panne (in francese La Panne) è un comune belga di 11 129 abitanti, situato nella provincia fiamminga delle Fiandre Occidentali.
Si tratta di una piccola stazione balneare, situata sul Mare del Nord. È apprezzata dai turisti soprattutto per la sua vasta spiaggia, la sua lunga diga e per la prossimità alla riserva naturale del Westhoek.
Questa città è la località più occidentale del Belgio sul Mare del Nord ed è situata nei pressi della frontiera con la Francia.
La Panne possiede un terzo di tutte le dune del litorale belga. D'altra parte, queste sono considerate come le più belle del Mare del Nord. La Panne ha anche un vasto piano sabbioso chiamato "Il Sahara". Questo piano è già servito da set per numerosi film, tra i quali Franz con Jacques Brel.

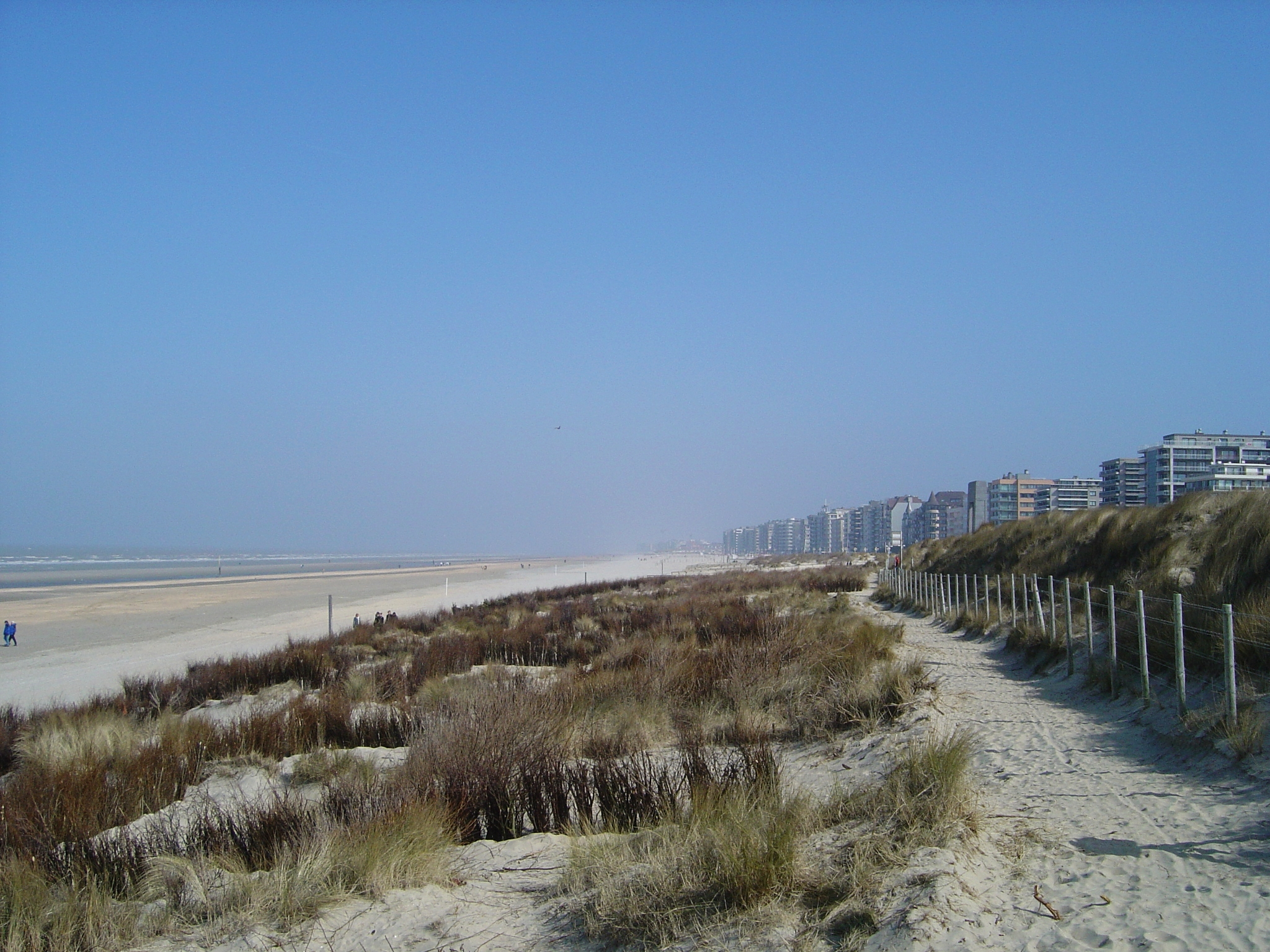
"Sahara" di De Panne con le caratteristiche dune

Le zone naturali protette sono numerose ed estese: 340 ettari sono compresi nella riserva naturale del Westhoek, 61 ettari nella riserva comunale del Oosthoek, 45 ettari nel Calmeynbos e 100 ettari nel parco di Cabourg.
Nel "Sahara", una passeggiata di dune di 400 metri di larghezza, si trovano dune a differenti stadi di formazione, nonché numerosi animali.
Nella cittadina è situato anche uno dei capolinea del Kusttram, linea tranviaria di 67 km che corre lungo tutta la costa belga fino a Knokke-Heist.

## Sport
Fin dal 1977 la località ospita una importante classica del pavè di ciclismo, la Classic Brugge-De Panne. Tale corsa fino al 2017 si svolgeva nell'arco di tre giorni ed era conosciuta in Italia come la "Tre giorni di La Panne", mentre dall'anno successivo si è ridotta ad una classica in linea facente parte del calendario UCI World Tour.